# Tyana

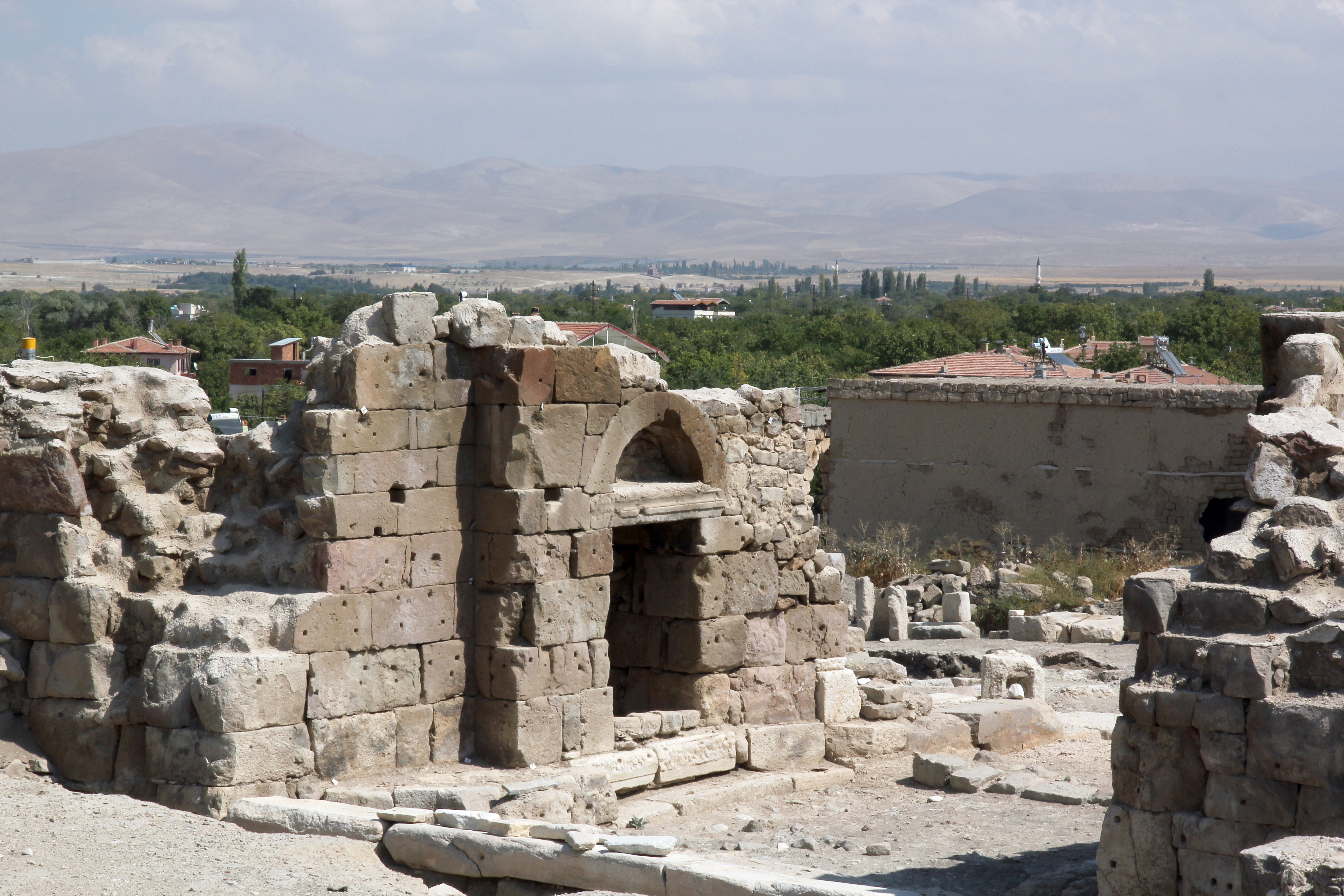
Fragment ruin antycznej Tyany

Tyana, Tiana (gr. Τύανα) – starożytne miasto w Kapadocji, położone u podnóża gór Taurus jedno z najstarszych miast Azji Mniejszej, dzisiejsze Kemerhisar w południowej Turcji.

## Historia
Ośrodek miejski istniejący pod nazwą Tuwanuwa już w połowie II tysiąclecia p.n.e. jako jedno z ważnych miast państwa starohetyckiego, wymienione w tzw. edykcie Telepinu. Znane później pod luwijską nazwą Tuwana, było istotnym punktem na szlaku wiodącym przez Wrota Cylicyjskie do Syrii i w VIII w. p.n.e. stolicą jednego z państw neohetyckich rządzonego przez króla Warpalawasa. Ksenofont wymienia je pod nazwą Dana mówiąc o mieście „wielkim i bogatym” (Anabasis II, 7).
W okresie hellenistycznym przybrało nazwę Tyana (pierwotnie Thoana), którą Arrian wyjaśnia jako pochodzącą od mitycznego założyciela – trackiego króla Thoasa (Periplus Ponti Euxini 7). Stąd okoliczne terytorium zaczęto określać jako Tyanitis. W królestwie Kapadocji Tyana była drugim z dwóch właściwych miast na jego terytorium. Strabon w swym dziele – znaną mu także jako Eusebeia Tauryjska (Εὐσέβεια ἡ πρὸς Ταύρῳ), a przemianowaną tak na cześć króla Ariaratesa Eusebesa – umiejscawia ją w Kapadocji, u podnóża gór Taurus i nieopodal Wrót Cylicyjskich (Geographia XII, 537; XIII, 587). W wykazie miast kapadockich wspomina o niej też Pliniusz (Naturalis historia VI 3, 3)

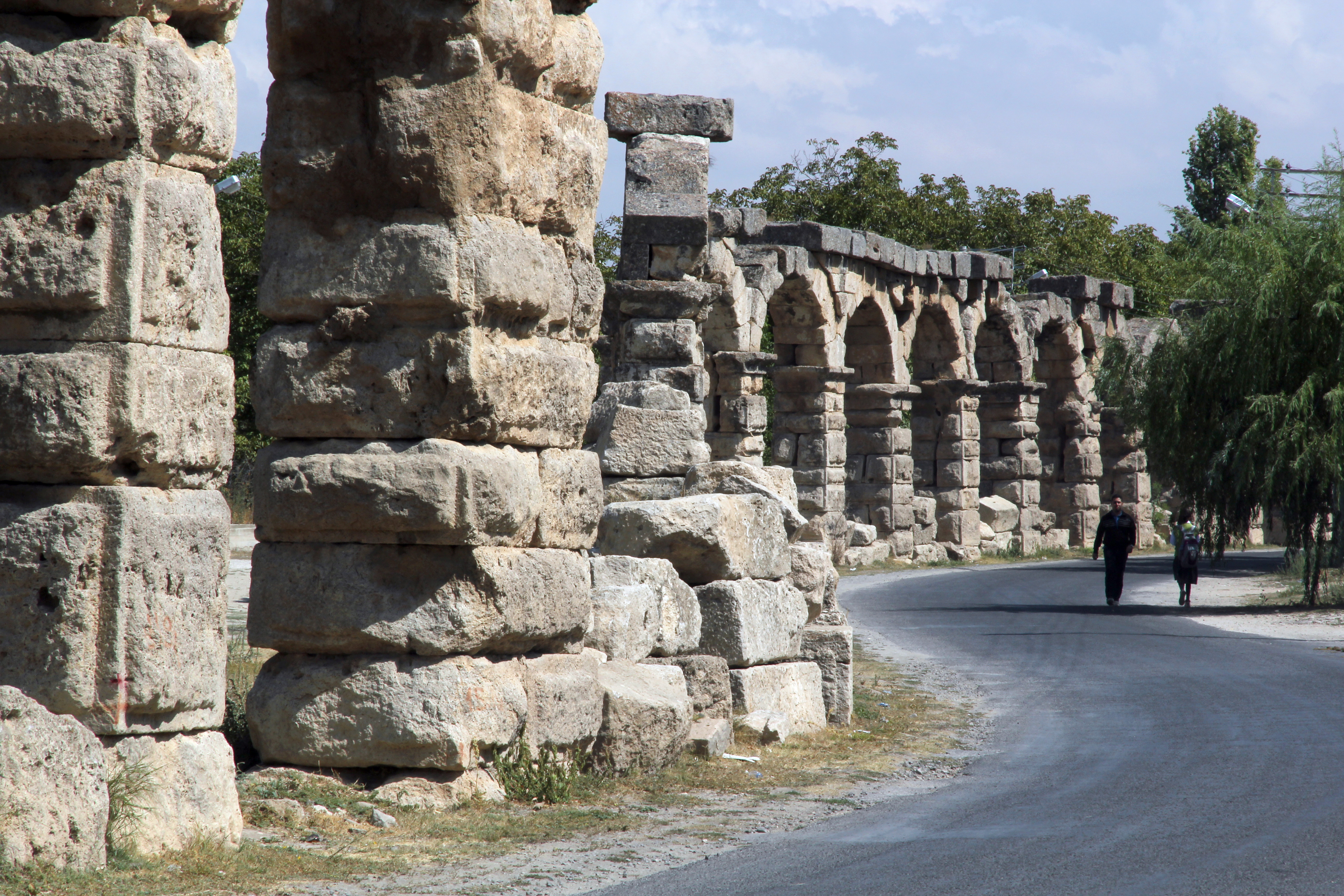
Pozostałości rzymskiego akweduktu

Oprócz Cezarei była również najważniejszym miastem rzymskiej Kapadocji, którego świetność podkreślał wybudowany za panowania Trajana i Hadriana okazały akwedukt. Za rządów Karakalli zyskało ono dodatkowo status kolonii (Antoniana Colonia Tyana), a od 372 pełniło funkcję stolicy odrębnej prowincji Cappadocia Secunda.
Miasto sławne było ze świątyni Zeusa Asbamejskiego (później Jowisza, rzym. Iuppiter Asbamaeus) koło źródła Asbamaion. Owidiusz w jego okolicy (mylnie sytuując je we Frygii) umieszcza akcję mitu o Filemonie i Baucis (Metamorfozy VIII, 616-715). W 175 r. w pobliżu zmarła Faustyna Młodsza. Od czasów starożytnych miasto słynęło także jako miejsce rodzinne neopitagorejczyka Apoloniusza, zwanego Cudotwórcą (Thaumaturgos), który swym wstawiennictwem ocalił je przed rzezią mieszkańców i spustoszeniem po zdobyciu przez wojska Aureliana w 272 r. Po krótkim panowaniu zmarł w Tyanie cesarz Tacyt (276). W IV wieku poniósł tam śmierć męczeńską św. Orestes.
Dla Bizantyjczyków była to ważna twierdza dzięki strategicznemu usytuowaniu na szlaku cylicyjsko-syryjskim i na pograniczu z kalifatem Umajjadów, co sprawiło, że miasto stało się częstym celem niszczących najazdów muzułmańskich. Po długotrwałym oblężeniu przez Arabów (707-09) spustoszone i wyludnione, potem częściowo odbudowane, lecz ponownie zajęte przez Abbasydów w 806 i 831, od pierwszej połowy X w. podupadało coraz bardziej. W XI wieku znalazło się w granicach państwa Seldżuków, przyjmując turecką nazwę Kilisehisar (Kilis Hisar), a w późniejszych czasach – Kemerhisar, nawiązującą do łuków rzymskiego akweduktu.
W chrześcijaństwie stolica metropolii kościelnej utworzonej w 372, w czasach bizantyjskich zwana także Chrystupolis (Χριστούπολις), skąd znani są biskupi z okresu IV-XI w. Obecnie biskupstwo tytularne Kościoła rzymskokatolickiego.

## Wykopaliska i zabytki

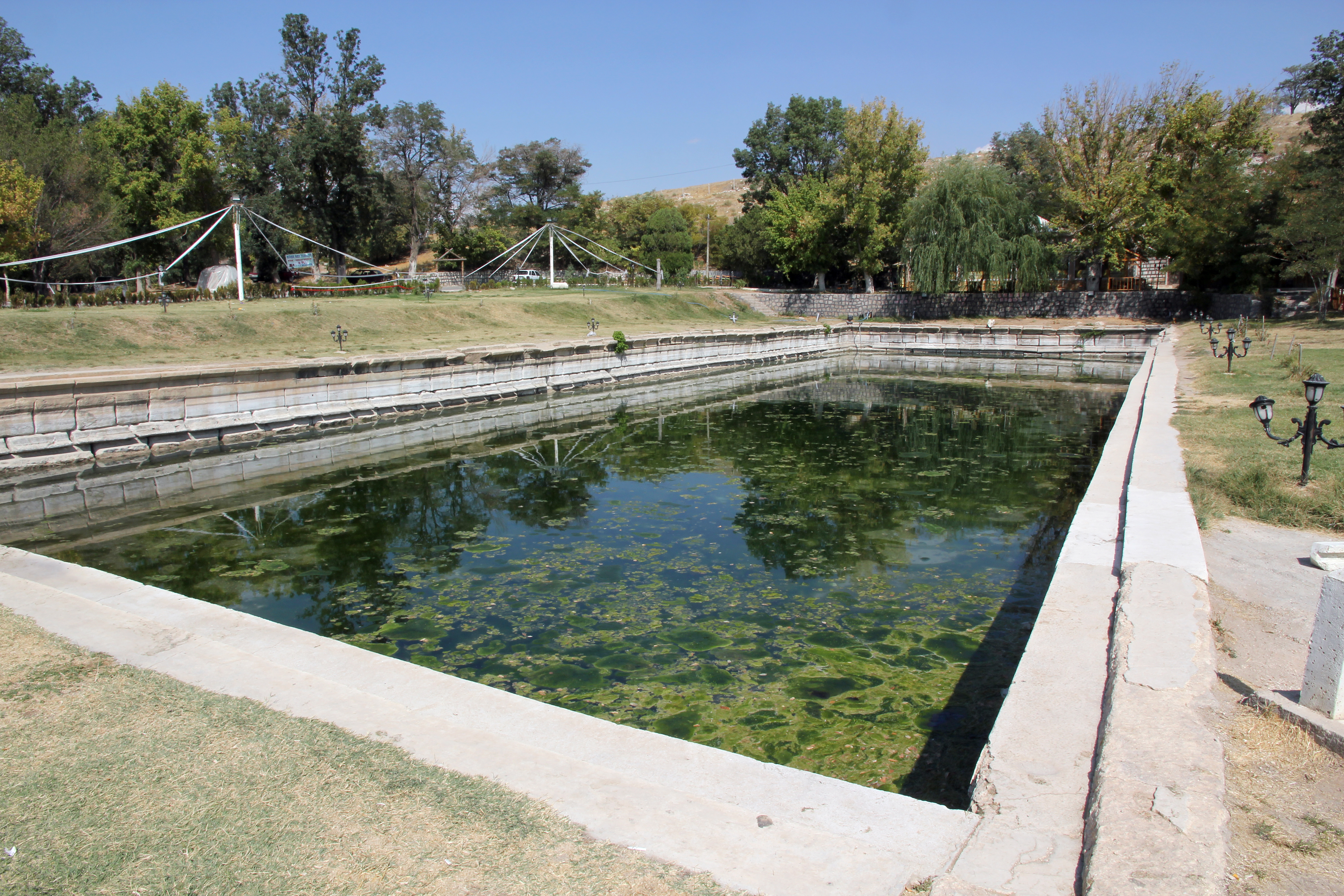
Basen źródła Asbamaion

Ruiny Tyany dokładniej opisane zostały dopiero w XIX wieku przez angielskiego geologa Williama J. Hamiltona (Researches in Asia Minor, Pontus and Armenia, 1842). Najokazalszą pozostałość z czasów antycznych wciąż stanowi zbudowany z kamienia ciosanego akwedukt o licznych łukach zachowanych na przestrzeni 1,5 km. Sprowadzano nim wodę z Köşk Pınar, gdzie znajduje się źródło, ujęte już w czasach rzymskich w prostokątny basen, wspominany przez Ammianusa Marcellina (Rerum gestarum libri XXIII 6,19); obecnie w pełni odsłonięte i odrestaurowane.
Do istotnych znalezisk dokonanych w Kemerhisar należy tzw. stela z Bor, zapisana w języku luwijskim i pochodząca z czasów panowania neohetyckiego władcy Warpalawasa (2 poł. VIII w. p.n.e.). Liczne fragmenty architektoniczne i inskrypcje zgromadzono w muzealnym lapidarium w Kemerhisar.
W okolicy odnaleziono też pozostałości cmentarzysk jaskiniowych oraz skalnych krypt grobowych. W odległym o 4 km na wschód Bahçeli (stanowiącym część antycznej Tyany) zachowały się ruiny wielkich łaźni rzymskich. Koło Bahçeli znajduje się również stanowisko archeologiczne Köşk Höyük – neolityczny kurhan ze śladami osadnictwa sięgającymi 5000 p.n.e.